# Bocce

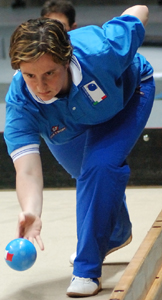
Elisa Luccarini durante il lancio della boccia

Le bocce, o anche gioco delle bocce, sono un insieme di sport che regolamentano il  lancio di sfere rigide in materiale metallico o sintetico, dette appunto bocce, con lo scopo di raggiungere o affiancare una sfera dal diametro inferiore, detto pallino oppure boccino. Il gioco delle bocce è diffuso in tutti e cinque i continenti, per un totale di oltre centodieci nazioni.
Il termine italiano "bocce" è stato adottato dalla federazione mondiale, poiché il primo regolamento, poi rinnovato, fu pubblicato su un manuale da Raffaele Bisteghi nel 1753.
Questo sport è suddiviso in differenti specialità, delle quali le più diffuse sono la raffa, il volo (o boule lyonnaise), la pétanque e il bowls (o bocce sull'erba). A seconda della specialità, cambiano alcune regole del gioco e il materiale delle bocce, ma, nella prova tradizionale, sono tutte accomunate da un obiettivo principale: posizionare, secondo le regole del gioco, la propria boccia il più possibile vicino al pallino. Da metà degli anni ottanta dello scorso secolo, sono state introdotte delle nuove prove, dette prove alternative (tiro di precisione, tiro progressivo e punto tiro alternato), in cui l'obiettivo cambia a seconda della prova presa in considerazione.

## Storia
Il gioco delle bocce ha una tradizione antichissima: in Turchia sono state ritrovate alcune sfere in pietra antenate delle attuali bocce, che risalgono circa al 7000 a.C.; anche in Egitto sono stati trovati degli oggetti simili in una tomba, risalenti al II millennio a.C.

Nel gioco "moderno" le bocce erano realizzate in avorio, risultavano quindi molto costose, soprattutto perché l'omogeneità delle zanne di elefante, da cui erano ricavate, è variabile, per cui in media era idonea una zanna su cinquanta.
Il gioco continuò a evolversi fino alla versione attuale in Italia, per poi diffondersi nel mondo grazie agli emigranti italiani.
Con l'invenzione e il perfezionamento della bachelite, le bocce sono state realizzate in questo materiale più povero e ciò ha reso la pratica della disciplina molto più economica e accessibile.
Attualmente le bocce sono molto popolari in Slovenia (col nome di balinanje), Croazia (boćanje), Sud America (bochas), Francia (boules, pétanque), Australia e Nord America.

## Regolamento

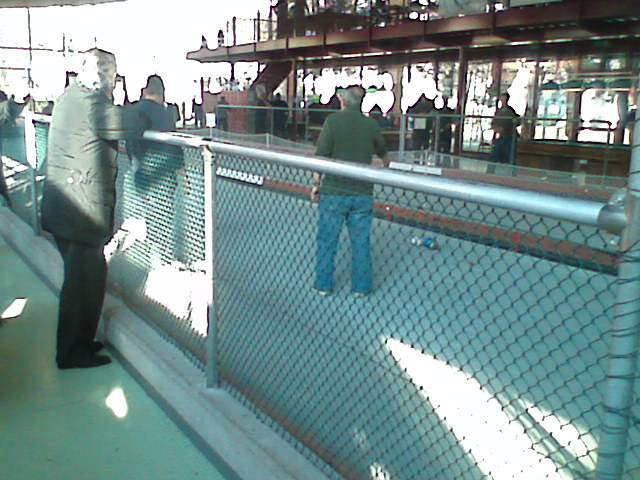
Una bocciofila (o bocciodromo) di Monza.

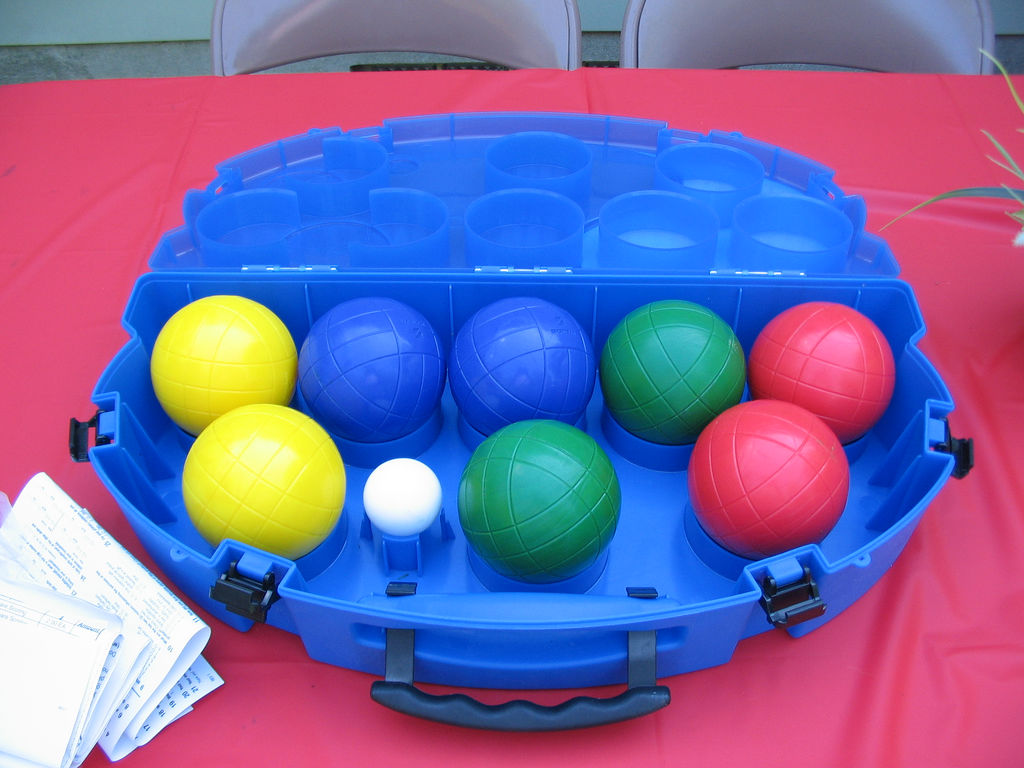
Bocce (versione da spiaggia)

Nelle gare ufficiali le bocce e il pallino devono essere di forma sferica e di materiale sintetico; il pallino ha diametro di 4 cm e peso di 90 g, le bocce hanno diametro di 107 mm e peso di 920 g per i Seniores; per Juniores e donne il diametro è di 106 mm e il peso di 900 g.
Ci sono innumerevoli varianti alle regole di questo sport, soprattutto per quanto riguarda il numero di giocatori. Si può giocare uno contro uno (individuale), due contro due (coppie), tre contro tre (terne), fino a un massimo di quattro contro quattro (quadrette). Negli ultimi anni, sono stati introdotti giochi alternativi (P.t.a. cioè punto e tiro alternato, staffetta e progressivo) nel tentativo di portare questo sport alle Olimpiadi, cosa per altro ancora non riuscita, per il fatto che le bocce hanno varie misure e determinavano un problema nella giuria olimpionica.
I giocatori di una squadra lanciano a turno la propria boccia, alternandosi coi giocatori della squadra avversaria.
L'obiettivo del gioco è quello di avvicinarsi il più possibile con il maggior numero di bocce a una sfera di dimensioni più piccole, detta pallino o boccino, che deve essere sempre visibile ai giocatori
Anche per quanto riguarda il punteggio esistono numerose varianti. Il metodo più utilizzato è quello che prevede l'assegnazione dei punti a fine manche, detto anche scarto, dove ogni manche si dice completata quando ogni lanciatore ha finito le bocce a propria disposizione. Normalmente, si valuta quale sia la boccia più vicina al boccino o sfera o pallino, e si assegna il primo punto alla squadra che ha giocato quella boccia, quindi si valuta qual è la seconda boccia più vicina al boccino; se è della stessa squadra, si aggiunge un altro punto, altrimenti la conta dei punti s'interrompe.
Nelle bocce "grandi" (gioco classico in Italia) la partita è normalmente su campo liscio con limiti precisi tracciati (gioco al tracciato); si può anche giocare su strade sterrate, prati o terreni di fortuna (gioco al libero).
Nelle bocce "piccole" (pétanque francese) si gioca su campo o al libero con regole diverse dall'Italia, con lunghezza di gioco minore e regole più elastiche rispetto al "tracciato" italiano.
Esistono sostanzialmente due tipi di lanci:
- L'accosto o la puntata, che è un lancio di precisione che ha come obiettivo far arrivare la propria boccia il più vicino possibile al boccino o sfera. Il lancio è caratterizzato dal rotolamento della boccia lungo tutto il percorso di avvicinamento. I giocatori che si specializzano in questo tipo di lanci vengono detti "puntatori" o "accostatori".
- La bocciata, che si divide in due specialità: raffa e volo, è un lancio che viene effettuato con più forza, generalmente alla fine di una serie di passi, e ha come finalità quella di colpire una o più bocce avversarie con l'intenzione di allontanarle dal boccino (oppure si può dichiarare e colpire il pallino). I giocatori che si specializzano in questo tipo di lanci vengono detti "bocciatori".

Il bocciatore è colui che ha il ruolo più spettacolare, anche se è comunque molto importante il puntatore, in quanto, se questi mette delle bocce vicine al pallino, il bocciatore non deve neanche bocciare.
Il massimo della prestazione del bocciatore si ha con il "fermo" (carreau nella pétanque francese), in cui una bocciata precisa sopra la boccia (non davanti) manda via la boccia avversaria, lasciando la propria al suo posto o quasi (mezzo fermo in questo caso); col fermo, oltre che eliminare un punto avversario, si aggiunge un punto proprio; è però raro e difficile. Il fermo si dice anche "trucco" o "mezzo trucco" nella zona piemontese; "cianta" in ligure.
La massima prestazione dell'accostatore, invece, è il "biberon", ovvero quando la boccia è al massimo a 5 mm dal pallino. Anche questa mossa è difficile e necessita di molta precisione.

## Specialità
La Federazione Italiana Bocce si compone di tre sezioni secondo le tre discipline (raffa, volo e pétanque), che a livello internazionale sono riconosciute dalla federazione internazionale (Confédération Mondiale des Sports de Boules), la quale aderisce alla IWGA, e che assegnano i tre titoli in palio ai Giochi mondiali.
Queste tre specialità sono quelle inoltre proposte dalla CMSB come possibili nuove discipline per le Olimpiadi del 2024.

### Raffa
Si pratica con delle bocce di formato più grande e in materiale sintetico. È governato dalla Confederazione Boccistica Internazionale (CBI).

### Volo
Nota anche col nome in francese boule lyonnaise (che ha origine dalla città di Lione in cui il gioco è nato), il volo si pratica con bocce grandi e di metallo. È governato dalla Fédération Internationale de Boules (FIB).

### Pétanque
Si pratica con un tipo di bocce di misura e dimensioni inferiori agli altri due. È governato dalla Fédération Internationale de Pétanque et Jeu Provençal (FIPJP).

### Bowls
Il bowls è di origine inglese e si pratica sull'erba. È governato dalla World Bowls.
Fra le particolarità, la forma delle bocce non è sferica ma schiacciata per permettere traiettorie più curve.

## Altre Specialità

### Beach Bocce
Si gioca sulla sabbia su campo spianato (livellato) di lunghezza di mt. 10 e larghezza di mt. 2,5/3, ove vengono posizionati quattro cerchi di diverso diametro. Il campo deve essere limitato con corde colorate. Il gioco consiste nel lanciare la boccia di materiale sintetico del diametro di 100 mm e del peso di 700 grammi dentro un cerchio nel rispetto di quanto previsto dalle regole. Le formazioni possono essere: individuale, uno contro uno con quattro bocce per giocatore; o a coppia: due contro due con due bocce per giocatore. Il giocatore individuale deve effettuare quattro tiri per ogni cerchio-bersaglio, iniziando dal più grande proseguendo poi, di cerchio in cerchio, fino al più piccolo. Ogni giocatore della formazione delle coppie deve effettuare due tiri, alternandosi con il compagno, rispettando la stessa sequenza dei cerchi bersaglio della gara individuale. Le squadre si alternano nelle giocate ai singoli cerchi bersaglio. Vince la formazione che ha conseguito il miglior punteggio secondo una specifica tabella. Il lancio delle bocce deve essere fatto dall'interno di un cerchio di partenza di 50-60 centimetri di diametro posto fuori dal campo di gioco a 6 metri dal primo cerchio bersaglio. I 4 cerchi bersaglio di diametro diverso devono essere disposti secondo le seguenti regole in ordine di distanza dal più vicino al più lontano: il 1° cerchio di Ø 50 cm a 6 metri dalla linea di lancio; il 2° cerchio di Ø 40 cm a 7 metri dalla linea di lancio; il 3° cerchio di Ø 30 cm a 8 metri dalla linea di lancio; il 4° cerchio di Ø 20 cm a 9 metri dalla linea di lancio. L’arbitro di incontro effettua il sorteggio per stabilire chi inizia il primo turno di lancio. La formazione prima sorteggiata procede alla prima serie di lanci consecutivi partendo dal cerchio bersaglio di Ø 50 cm. Le bocce lanciate vengono rimosse dal campo di gioco dopo ciascun lancio e dopo che l’arbitro ne ha dichiarato il relativo punteggio. Terminati i tiri a disposizione e assegnato il punteggio complessivo della prova, entra in campo la seconda formazione per procedere ai tiri sullo stesso cerchio bersaglio. Il gioco procede sulla base dei turni già prestabiliti sul cerchio bersaglio di Ø 40 cm e così via fino al cerchio bersaglio più piccolo di Ø 20 cm. 

### Bocce alla libera
Questa specialità ha poche regole e si svolge su terreni non regolari come sabbia, ghiaia, terra, prati etc, e che presentano buche, sassi, pendenze, ecc.
I giocatori possono essere due, quattro, sei, otto o dieci, divisi in due squadre. Ma è possibile giocare anche individuo contro individuo in cui ogni giocatore dispone di almeno due bocce di colore diverso dagli avversari. Di solito i set di bocce dedicati sono da otto pezzi in quattro coppie di colori. Generalmente il giallo, il rosso, il blu, e il verde, con un boccino di colore bianco. Ma sono possibili anche altri accostamenti cromatici o di grafica. In questo caso per vincere la partita, nella maggioranza dei casi conta chi si avvicina di più al boccino. Ma le regole vengono stabilite liberamente e possono seguire anche uno schema a punti in più manche. Un esempio di bocce alla libera è quello giocato in spiaggia o nei vialetti in ghiaia dei parchi, da parte di famiglie, bambini, o amici, a scopo puramente ludico. I set di bocce dedicate a questo scopo sono usualmente più piccole e più leggere di quelle sportive e in passato erano diffuse quelle realizzate in legno o pasta di legno opportunamente verniciate nei vari colori. Successivamente vennero prodotte anche in plastica piena, o anche cave, più leggere da trasportare e sicure per l'uso da parte dei bambini o in luoghi affollati e molto più economiche. Queste bocce vuote hanno spesso un tappo a incastro, che permette di riempirle di acqua o di sabbia per renderle più pesanti e conformi al gioco originale e impedire che rimbalzino troppo o che si allontanino eccessivamente dal campo di gioco.